# Sîritske Perșe, Berezivka
Sîritske Perșe (în ucraineană Сирітське Перше) este un sat în comuna Znameanka din raionul Berezivkaa, regiunea Odesa, Ucraina.

## Demografie
Componența lingvistică a localității Sîritske Perșe
     Ucraineană (100%)
Conform recensământului din 2001, toată populația localității Sîritske Perșe era vorbitoare de ucraineană (100%).